# País

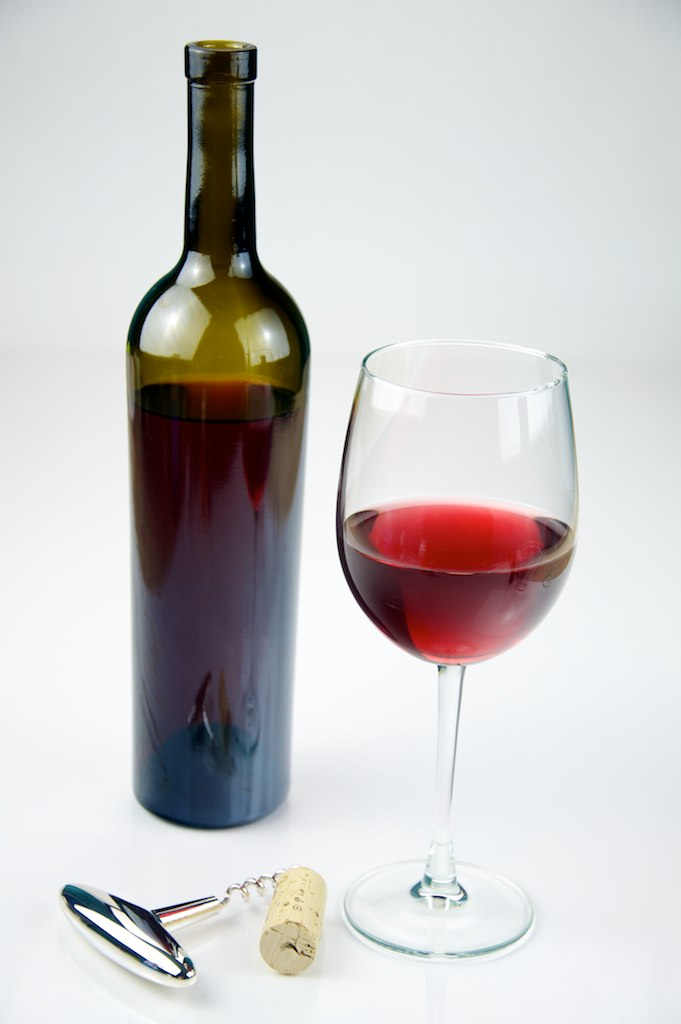
Vino País ohne Spezifikationsetikett

Die Rotweinsorte País ist hauptsächlich in Südamerika verbreitet. Die größten Flächen belegt sie in Chile und Mexiko. Weltweit wird sie auf 52.000 Hektar (1999) angebaut.
In Chile wurde 2004 eine Rebfläche von 14.858 Hektar ausgewiesen. Das entspricht rund 13 Prozent der Rebfläche, womit País nach dem Cabernet Sauvignon in Chile die am zweithäufigsten angebaute Rebsorte. Dort wird sie vor allem in den südlichen Anbaugebieten Valle del Maule (Region Valle Central) und Valle del Bío-Bío (Region Valle Sur) verstärkt angebaut.
País ist eine Spielart von, oder sogar identisch mit, der Rebsorte Mission. Die argentinische Rebsorte Criolla Chica ist eine hellere Spielart des País.
Es besteht die Vermutung, dass es sich bei der auf Sardinien und früher auch in Spanien beheimateten Monica Nera um die Urrebe dieser Sorte handelt.
Die spätreifende Sorte ergibt Wein geringer Qualität.

## Synonyme
Misión, Mission, Negra Peruana, Vino País, Uva País, Cepa País, Negra Corriente, Vino Varietal